# اچ‌ام‌اس کوئنتین (جی۷۸)
اچ‌ام‌اس کوئنتین (جی۷۸) (به انگلیسی: HMS Quentin (G78)) یک کشتی بود. این کشتی در سال ۱۹۴۱ ساخته شد.